# Lipoptena annalizeae
Lipoptena annalizeae är en tvåvingeart som beskrevs av Visagie 1992. Lipoptena annalizeae ingår i släktet Lipoptena och familjen lusflugor. Inga underarter finns listade i Catalogue of Life.